# McAfee
McAfee, Inc. (/ˈmækəfiː/; còn được biết đến như Intel Security Group trong giai đoạn 2014–2017) là một công ty phần mềm an ninh toàn cầu của Mỹ có trụ sở tại Santa Clara, California. Họ tuyên bố rằng họ là công ty công nghệ an ninh lớn nhất thế giới.
Công ty này là một công ty con thuộc sở hữu của Intel từ tháng 2/2011, dưới dạng một phần của bộ phận Intel Security. Tháng 4/2017, Intel tuyên bố tách McAfee thành một công ty độc lập.
Ngày 7/9/2016, Intel tuyên bố thảo thuận chiến lược với TPG Capital để chuyển đổi Intel Security thành một liên doanh giữa Intel và TPG Capital được gọi là McAfee. Thoả thuận đó kết thúc vào ngày 3/4/ 2017. Thoma Bravo nắm giữ cổ phần thiểu số trong công ty mới, và Intel vẫn giữ 49% cổ phần.

## Lịch sử

### Những năm đầu
Công ty được thành lập năm 1987 như là McAfee Associates, được đặt theo tên người sáng lập John McAfee, người đã từ chức và rời khỏi công ty từ năm 1994. McAfee được thành lập ở bang Delaware năm 1992. Network Associates thành lập năm 1997 là sự hợp nhất của McAfee Associates, Network General, PGP Corporation và Helix Software.
Công ty được cơ cấu lại năm 2004, bắt đầu từ việc bán các Magic Solutions cho Remedy, một công ty con của BMC Software vào đầu năm. Giữa 2004, công ty đã bán Sniffer Technologies cho một công ty đầu tư mạo hiểm có tên là Network General (tên tương tự như chủ sở hữu gốc của Sniffer Technologies), và đổi tên nó trở lại thành McAfee để phản ánh trọng tâm của nó về các công nghệ liên quan đến an ninh.

### Mã nguồn mở
Trong số các công ty khác được mua và bán bởi McAfee là Trusted Information Systems, hãng phát triển Firewall Toolkit, nền tảng phần mềm tự do cho ứng dụng thương mại Gauntlet Firewall, sau đó được bán cho Secure Computing Corporation.
McAfee, do kết quả của quyền sở hữu ngắn gọn của TIS Labs/NAI Labs/Network Associates Laboratories/McAfee Research, có ảnh hưởng lớn đến thế giới của phần mềm nguồn mở vì tổ chức này đã sản xuất ra một số phần của hệ điều hành Linux, FreeBSD, và Darwin và đã phát triển một phần của phần mềm máy chủ tên BIND và phiên bản SNMP 3.

### Công nghệ mã hóa
McAfee đã mua lại công ty có trụ sở tại Calgary, Alberta, Canada FSA Corporation, giúp công ty đa dạng hóa các dịch vụ bảo mật của mình khỏi phần mềm diệt virus dựa trên khách hàng bằng cách đưa lên mạng các công nghệ mã hoá máy tính và mạng.
Nhóm FSA cũng giám sát việc tạo ra một số công nghệ khác đang dẫn đầu trong thời gian đó firewall, mã hóa file, và khóa công khai. Trong khi những dòng sản phẩm này có những thành công riêng của họ bao gồm PowerBroker (được viết bởi Dean Huxley và Dan Freedman và bây giờ được bán bởi BeyondTrust), sự phát triển của sản phẩm diệt virus luôn vượt trội so với sự tăng trưởng của các dòng sản phẩm bảo mật khác. Thật công bằng khi nói rằng McAfee vẫn được biết đến nhiều nhất bởi các sản phẩm chống virus và chống spam.

### Bị Intel mua lại
Ngày 19/8/2010, Intel thông báo rằng họ sẽ mua lại McAfee với giá 48 đô la một cổ phiếu trong thỏa thuận trị giá 7,6 tỉ đô la.
Ngày 6/1/2014, CEO Intel Brian Krzanich công bố trong CES việc đổi tên từ McAfee Security sang Intel Security. Logo lá chắn màu đỏ của công ty sẽ vẫn còn, và công ty tiếp tục hoạt động như một công ty con của Intel. John McAfee, người không còn tham gia vào công ty, đã bày tỏ niềm vui của mình rằng tên của ông không còn liên quan đến phần mềm này nữa. "Tôi bây giờ vô cùng biết ơn Intel vì đã giải phóng tôi khỏi mối liên hệ khủng khiếp này với phần mềm tồi tệ nhất trên hành tinh. Đây không phải là những lời của tôi, mà là những lời của hàng triệu người sử dụng khó chịu." Tuy nhiên, tính đến năm 2016 các sản phẩm vẫn mang tên McAfee.
Công ty đã được tách ra khỏi Intel vào ngày 4/4/2017.

## Sản phẩm
McAfee chủ yếu phát triển các công cụ bảo mật kỹ thuật số cho máy tính cá nhân và máy chủ, và gần đây có thêm cho các thiết bị di động.
Các thương hiệu, sản phẩm của McAfeebao gồm:
- IntruShield
- McAfee Anti-Malware Engine Core (tên mã: AMCore)[17]
- McAfee Change Control
- McAfee DAT Reputation (tính toán dữ liệu)[18][19]
- McAfee E-Business Server
- McAfee Entercept
- McAfee SiteAdvisor
- McAfee VirusScan
- Validate

## Mua lại
PasswordBox
Ngày 1/12/2014 Intel Security công bố việc mua lại PasswordBox, nhà cung cấp các giải pháp quản lý nhận dạng số có trụ sở tại Montreal. Các điều khoản tài chính đã không được tiết lộ.
Stonesoft
Ngày 8/7/2013, McAfee đã hoàn thành chào mua công ty thiết kế tường lửa Phần Lan Stonesoft Oyj trị giá 389 triệu đôla, hoặc khoảng 6,09 đôla/cổ phiếu. Các thế hệ Firewall tiếp theo mua lại từ Stonesoft được chuyển sang Forcepoint vào tháng 1/2016.
ValidEdge
Ngày 26/2/2013, McAfee thông báo họ đã mua công nghệ sandbox của ValidEdge.
NitroSecurity
Ngày 4/10/2011, McAfee thông báo ý định mua lại NitroSecurity, nhà phát triển giải pháp quản lý sự kiện và thông tin bảo mật (SIEM) hiệu suất cao  nhằm bảo vệ thông tin quan trọng và cơ sở hạ tầng. Các giải pháp NitroSecurity giảm rủi ro tiếp xúc và tăng mạng lưới và thông tin sẵn có bằng cách loại bỏ khả năng mở rộng và hạn chế hiệu suất của quản lý thông tin bảo mật. Việc mua lại kết thúc vào ngày 30/11/2011.
Sentrigo
Ngày 23/3/2011, McAfee thông báo ý định mua lại Sentrigo, nhà cung cấp hàng đầu về an ninh cơ sở dữ liệu, bao gồm quản lý lỗ hổng, giám sát hoạt động của cơ sở dữ liệu, kiểm tra cơ sở dữ liệu và virtual patching, đảm bảo rằng cơ sở dữ liệu được bảo vệ mà không ảnh hưởng đến hiệu quả hoạt động. Việc mua lại này cho phép McAfee mở rộng danh mục bảo mật cơ sở dữ liệu của mình. Việc mua lại kết thúc vào ngày 6/4/2011.
tenCube
Ngày 29/7/2010, McAfee đã thông báo thỏa thuận dứt khoát để mua lại tenCube, một công ty bảo mật trực tuyến tư nhân chuyên về chống trộm và bảo mật dữ liệu cho các thiết bị di động. Việc mua lại cho phép McAfee hoàn thành việc đa dạng hóa nó vào không gian bảo mật di động và công bố kế hoạch xây dựng nền tảng di động thế hệ tiếp theo. Việc mua lại hoàn tất vào ngày 25/8/2010
Trust Digital
Ngày 25/5/2010, McAfee đã thông báo thỏa thuận dứt khoát để giành được Trust Digital, một công ty bảo mật trực tuyến tư nhân chuyên về bảo mật cho các thiết bị di động. Việc mua lại cho phép McAfee mở rộng các dịch vụ của mình ra ngoài an ninh thiết bị cuối truyền thống và chuyển sang thị trường bảo mật di động. Việc mua lại kết thúc vào ngày 3/6/2010.  Giá trị thương vụ không được tiết lộ
Solidcore Systems
On ngày 15 tháng 5 năm 2009, McAfee announced its intention acquire Solidcore Systems, a privately held security company, for $33 million.  Solidcore was a maker of software that helped companies protect ATMs and other specialized computers. The acquisition integrated Solidcore's whitelisting and compliance enforcement mechanisms into the McAfee product line.  The deal closed on ngày 1 tháng 6 năm 2009.
Endeavor
Tháng 1/2009, McAfee đã công bố kế hoạch mua lại nhà sản xuất công nghệ IPS/IDS tư nhân. Hợp đồng này kết thúc vào tháng 2/2009 với tổng giá mua 3,2 triệu USD.
Onigma Ltd
Ngày 16/10/2006, McAfee thông báo sẽ mua lại Onigma Ltd có trụ sở tại Israel với giá 20 triệu đôla. Onigma cung cấp phần mềm bảo vệ rò rỉ dữ liệu trên máy chủ lưu trữ ngăn ngừa sự rò rỉ có chủ định và không chủ ý của dữ liệu nhạy cảm bởi người dùng nội bộ.
SiteAdvisor
Ngày 5/4/2006, McAfee đã mua lại SiteAdvisor với giá 70 triệu đôla  trong một cuộc cạnh tranh trị với Symantec, một dịch vụ cảnh báo người dùng nếu tải phần mềm hoặc điền vào biểu mẫu trên một trang web có thể có phần mềm độc hại hoặc spam.
IntruVert Networks
Ngày 2/4/2003, McAfee đã mua lại IntruVert Networks với giá 100 triệu USD.Theo Network World, "IntruVert tập trung vào công nghệ phòng chống xâm nhập, không chỉ phát hiện các cuộc tấn công mà còn ngăn chặn chúng.  Dòng sản phẩm IntruVert có thể được sử dụng như một hệ thống phát hiện xâm nhập thụ động, chỉ cần xem và báo cáo, hoặc nó có thể được được sử dụng trong chế độ ngăn chặn xâm nhập để ngăn chặn một cuộc tấn công cảm nhận được."
Dr Solomon's Group plc
Ngày 9/6/1998, Network Associates đã đồng ý mua lại Dr Solomon's Group plc, nhà sản xuất phần mềm diệt virus hàng đầu châu Âu với giá 642 triệu đôla.
Foundstone
Vào tháng 8/2004, McAfee đồng ý mua lại Foundstone, nhà cung cấp phần mềm quản lý bảo mật, đào tạo và quản lý rủi ro với giá 86 triệu USD.

## Tranh cãi
- Ngày 4/1/2006, Ủy ban Chứng khoán & Hối đoái Mỹ đã kiện McAfee với cáo buộc đã phóng đại doanh thu thuần của mình trong giai đoạn 1998–2000 lên 622,000,000 USD.[37] Không thừa nhận   bất kỳ hành động sai trái nào, McAfee đồng thời giải quyết khiếu nại và đồng ý trả 50 triệu đô la tiền phạt và thực hiện lại các thông lệ kế toán. Tiền phạt là vì tội gian lận kế toán; được gọi là nhồi nhét kênh nhằm tăng doanh thu cho nhà đầu tư.[38]
- Tháng 10/2006, McAfee sa thải chủ tịch Kevin Weiss,[39] và CEO George Samaneuk từ chức dưới bóng đen của một cuộc điều tra của SEC, cũng là nguyên nhân của sự ra đi của Kent Roberts, Tổng Tư vấn, vào đầu năm.
- Vào ngày 21/4/2010, bắt đầu từ khoảng 14:00 giờ UTC, hàng triệu máy tính trên toàn thế giới đang chạy Windows XP Service Pack 3 bị ảnh hưởng bởi bản cập nhật file định nghĩa vi rút của McAfee, dẫn đến việc loại bỏ file hệ thống Windows (svchost.exe) trên các máy đó, làm cho máy bị mất quyền truy cập mạng, và trong một số trường hợp, rơi vào một vòng lặp khởi động lại. đã khắc phục lỗi này bằng cách xóa và thay thế tệp DAT bị lỗ, phiên bản 5958, với file DAT khẩn cấp, phiên bản 5959 và đã đăng bản sửa lỗi cho các máy bị ảnh hưởng trong cơ sở kiến thức người tiêu dùng của họ.[40][41] Trường y của Đại học Michigan báo cáo rằng có 8,000 trong tổng số 25,000 máy tính bị sự cố. Cảnh sát ở Lexington, Kentucky, đã dùng các báo cáo bằng tay và tắt cá thiết bị đầu cuối trên xe tuần tra để đề phòng. Một số nhà tù bị hủy bỏ thăm viếng, và bệnh viện Rhode Island đã chuyển các bệnh nhân không bị chấn thương ở các phòng cấp cứu và hoãn một số cuộc phẫu thuật tự chọn.[42] Siêu thị Coles ở Australia báo cáo rằng có 10% (1,100) các thiết bị đầu cuối ở các điểm bán hàng bị sự cố và phải đóng cửa các cửa hàng ở Miền Tây và Miền Nam.[43] Do sự gián đoạn, McAfee đã triển khai các giao thức QA bổ sung cho bất kỳ bản phát hành nào ảnh hưởng trực tiếp tới các tệp hệ thống quan trọng. Công ty cũng tung ra các khả năng bổ sung trong Artemis, cung cấp một mức độ bảo vệ chống lại những sai lầm sai lầm bằng cách tận dụng một danh sách trắng các fie hệ thống chuyển giao.[44]
- Tháng 8/2012, một vấn đề cập nhật phần mềm McAfee antivirus cho các máy tính gia đình và doanh nghiệp đã tắt chức năng chống virút và trong nhiều trường hợp ngăn chặn kết nối Internet. McAfee đã bị chỉ trích vì chậm chạp trong việc giải quyết vấn đề, khiến các nhà mạng phải dành nhiều thời gian chẩn đoán vấn đề.[45]